# Вильде, Тэд
Тэд Вильде́ (англ. Ted Wilde; 1889, в ряде источников 1893 — 1929) — американский кинорежиссёр и сценарист немого кино. Начинал карьеру в качестве одного из авторов группы, готовившей сценарии и остроты для популярного комика Гарольда Ллойда. С 1923 года стал работать как самостоятельный сценарист, а с 1924 года — как режиссёр. Снял несколько кинокомедий с участием Ллойда. За один из них — «Гонщик» — был номинирован на премию «Оскар» за лучшую режиссуру на первой церемонии 1929 года. Его творческая карьера была оборвана на самом взлёте, когда сорокалетний Тэд Вильде скончался от инсульта.

## Творчество
В 1924—1925 годах он снял 4 фильма, однако известность пришла только после пятой картины — «Младший брат» (1927 год). При этом реальный вклад Тэда Вильде в эту картину был минимальным. Большую часть съёмок осуществил Льюис Майлстоун, но был вынужден прервать работу из-за контракта с Говардом Хьюзом на постановку фильма «Два аравийских рыцаря» (за который получил в 1929 году премию Американской киноакадемии). Гарольд Ллойд предложил занять пост режиссёра Тэду Вильде, который, несмотря на болезнь пневмонией в течение всего съёмочного процесса, и стал фигурировать в титрах фильма как единственный постановщик. При этом, по отзыву еженедельника «Variety», картина получилась лишь набором шуток когда-то более, когда-то менее смешных.
Следующая спортивная комедия Тэда Вильде «Бейб возвращается домой» с профессиональным бейсболистом Бейбом Рутом в главной роли успеха не имела. Напротив, ещё один фильм «Гонщик» (англ. Speedy) с участием Гарольда Ллойда не только был номинирован на премию «Оскар» в единственной в истории категории режиссура кинокомедии, но и окончательно закрепил за Ллойдом титул «короля комедии острых ощущений» (англ. king of comedy thrill).
Внезапный инсульт не дал молодому режиссёру завершить две картины, которые были досняты коллегами и выпущены в 1930 году, уже после его смерти.